# 阿旺仁钦
阿旺仁钦（藏語：ངག་དབན་རིན་ཆེན，威利转写：ngag dban rin chen，?—?），西藏官员。和硕特汗国——噶丹颇章第六任第巴。
阿旺仁钦的父亲是第五任第巴桑结嘉措。1703年，桑结嘉措为了调停自己和拉藏汗的紧张关系，把第巴的职务让给了儿子阿旺仁钦，但自己仍然掌握实权。1705年，流亡藏北的拉藏汗进军拉萨，杀死了桑结嘉措。阿旺仁钦在动乱中失踪，一说他去北京城向康熙帝申诉冤情，拉藏汗任命隆素巴为第七任第巴。
| 前任： 桑结嘉措 | 第巴 1703年—1705年 | 繼任： 隆素巴 |